# Cohors II Lingonum equitata
La Cohors II Lingonum equitata fue una unidad auxilia mixta de infantería y caballería del ejército del Imperio Romano del tipo cohors quinquagenaria equitata, cuya existencia está atestiguada desde el último cuarto del siglo I hasta principio del siglo V.

## Reclutamiento
La unidad fue reclutada en 73 por orden del emperador Vespasiano de entre el pueblo de los lingones de la Gallia Belgica como castigo por su apoyo a Iulius Civilis durante la Rebelión de los bátavos de 69 para reforzar las tropas entregadas a Quintus Petilius Cerialis en su lucha como gobernador de Britannia contra los brigantes, aunque desconocemos donde estuvo de guarnición y cuáles fueron las operaciones concretas durante las campañas Cerial, el gobierno de Sextus Iulius Frontinus entre 74 y 78, y  las campañas de Cneus Iulius Agricola entre 78 y 84. Se desconoce cuál fue su acuartelamiento una vez terminadas las operaciones de Agrícola, durante los imperios de Domiciano, Nerva y Trajano.
Sin embargo, su pertenencia a la guarnición de Britannia está perefectamente constatada por un Diploma militaris de 98, bajo el gobernador de la provincia Tito Avidio Quieto.

## ElsigloII
La cohorte debió participar en todas las operaciones menores realizadas en Britannia bajo el imperio de Trajano y los primeros años de Adriano, quien, ante la permanente inestabilidad de las frontera norte de la provincia, decidió la construcción del Muro de Adriano como limes fortificado que protegiera la provincia. La construcción del muro supuso la reordenación de las unidades del ejército romano de guarnición en la isla y la Cohors II Lingonum equitata fue enviada al castellum  Gabrosentum (Moresby, Gran Bretaña), en las costas Cumbria durante el período de construcción de esa fortificación; en ese momento y esa base fue dirigida por los prefectos Valerio Luperco y Cayo Pompeyo Saturnino.
Del período de estancia en Gabrosentum se conocen una serie de diplomata militaris:
- 17 de julio de 122.[6]

- 16 de septiembre de 124.[7]

- 20 de agosto de 127,[8] que recibe el soldado de la propia unidad Itaxa Stamillae filius Dacus, de origen dacio, y que dirigía en ese momento como Praefectus cohortis Cayo Hedio Vero, natural de la localidad itálica de Pitino Mergente, cuya carrera completa conocemos a través de otra inscripción procedente de Forum Sempronii, en la regio VI de Italia.[9]

- 127.[10]

- 130.[11]

- Momento indeterminado entre 119 y 138.[12]

Una vez estabilizada la frontera, durante el imperio de Antonino Pío la cohorte fue enviada a la retaguardia, estableciendo sus reales en el castellum Verbeia (Ilkley, Gran Bretaña), donde esta perfectamente atestiguada por materiales de construcción sellados con su figlina y por una inscripción votiva dedica a Verbeia, divinidad tutelar del lugar, por el prefecto de la unidad Clodio Frontón. A la estancia de la unidad en esta base corresponden varios diplomata militaris: 
- 27 de febrero de 158, bajo Antonino Pío.[15]

- 23 de marzo de 178, bajo Marco Aurelio, del que se conservan varios ejemplares.[16]

## ElsigloIII
Cuando en 193 el emperador Pertinax fue asesinado en Roma por los pretorianos, quienes, previa subasta del trono, nombraron emperador a Didio Juliano, el gobernador de Britannia Clodio Albino no aceptó este hecho y se hizo proclamar emperador por sus tropas, entre las que se contaba la Cohos II Lingonum Equitata, que fue traslada al castellum Verteris (Brough under Stainmore, Gran Bretaña), donde se documentan ladrillos sellados con su figlina.
La unidad no acompañó a Albino a la Gallia y cuando éste fue derrotado por Septimio Severo en 197 en la batalla de Lugdunum, la cohorte juró rápidamente lealtad a Severo.
Posiblemente participó en la campaña de Septimio Severo y su hijo Caracalla contra los caledonios entre 208 y 211.
A partir de ese momento, no se conservan datos concretos sobre esta cohorte durante este siglo, aunque bajo el imperio de Aureliano, como ocurrió con todas las unidades equitatae, perdió su caballería en favor de una reserva central y se transformó en una simple unidad de infantería o cohors peditata.

## Los siglosIVyVy el final de cohorte
La cohorte continuaba formando parte de la guarnición de las provincias británicas cuando el emperador Diocleciano entregó su gobierno en 293 al César Constancio Cloro y a su muerte, debió apoyar las pretensiones al trono de su hijo Constantino I el Grande. Su desempeñó concreto a lo largo del siglo IV es desconocido, aunque debió apoyar la sublevación de Magno Máximo, pero sí sabemos a través de la Notitia Dignitatum que a finales del siglo IV y principios del siglo V estaba acuartelada en el fuerte de Concavata (Drumburgh, Gran Bretaña) en el Muro de Adriano.
Desde allí apoyó en 407 la sublevación de Constantino III contra Honorio, pasando a la Gallia, donde debió ser destruida en alguno de los combates contra los bárbaros o contra las tropas leales a Honorio.